# 血咒 (小说)
《血咒》是香港科幻作家倪匡的小说，以巫術為題材，是《原振侠传奇》的第三部。原振侠的故事从这一部起都與超自然力量有關，对咒语和巫术的探讨，成为了几乎贯穿整套《原振侠传奇》小说的题材。

## 故事內容

### 不斷流血的傷口
小宝图书馆是一个古怪的私人图书馆，里面收集了很多医学和玄学方面的书籍。它的创建人是操纵亚洲金融经济的富豪盛远天，以他五岁时夭折的女儿命名。一个雨夜里，去图书馆查医书的原振侠在那里遇到了一个年轻人，这个人的腿忽然开始大量流血，却拒绝原振侠帮助，匆匆离开图书馆。原振侠与管理员交谈，得知这个年轻人拥有一号贵宾图书证，而一號贵宾图书证上是沒有持有者姓名，卻有權閱讀圖書館內第一至一百号藏书，而且會由館長親自招呼。之後原振俠完成查看書籍正要离开的时候，又一个年轻人仓惶赶至图书馆，原来他是盛远天的总管苏安的第三个儿子苏耀西，盛远天死后他的远天集团都由苏安的三个儿子打理，苏耀西是小宝图书馆的馆长。苏耀西误以为原振侠是持一号图书证的人，请他进去，并要让他阅读第一至一百号藏书。原振侠澄清了误会後，才离开图书馆。

### 不可思議的血咒
原振侠归家的路上，再次遇到那个腿上流血不止的年轻人，他的血已经止住，但精神十分颓丧。经过交谈，原振侠知道他自己也是医生，名字是伊里安·古托。古托随原振侠到医院里，让原振侠看他的腿伤，原振侠才发现他的伤口看似枪伤，但事实上并没有子弹，衣服上也没有破口。古托告诉他他是在巴拿马长大的孤儿，但是生长环境极好，完全没有金钱方面的限制，他十九岁已从巴拿马大学毕业，後來他从英国和德国取得了医学博士的头衔，回到巴拿马庆祝时，腿上的洞口突然发生了。第一次发生时，他被送进医院，一个从海地来的护士吐露这是一种咒语。他发现那个洞口虽然不再流血，但也完全不肯愈合，如果用阵线强行缝合，周围的肌肉会挣扎着自动分开，而每一年到了同一时候，洞口里会再次大量出血，在半小时后结束。从那时起，古托找遍了全世界的医生，然而所有人都束手无策。这个洞口把他折磨几乎疯狂，他因此与女友断绝了关系，并且开始吸毒酗酒。他再次找到那个海地的女护士，得知这是巫术里最高深的血咒，只有当巫师恨一个人恨到极点，才会用他自己的血和生命来施咒，使得这个人在厄运和苦痛中饱受煎熬。古托从此开始研究巫术和玄学。在他三十岁生日时，一个律师出现，交给他小宝图书管的一号图书卡和地址。他也因此找到了小宝图书馆。古托讲完了故事，他让原振侠看胸口的胎记，与小宝图书馆牆上一幅被人传说是盛远天儿子的婴儿画像十分相似。原振俠推测古托就是盛远天的儿子。

### 詭異的巫術
之后古托不知去向，原振侠再次到小宝图书馆，并留意看那幅婴儿画像。在那里，他巧遇苏耀西和他的大哥苏耀东。三人讲起古托的故事，發現原来在幕后抚养支持古托的就是盛远集团。之后苏家兄弟邀请原振侠去见他们的父亲苏安以求更多消息。苏安告诉他们，盛远天夫妇極之疼爱女儿小宝，可是在小宝五岁时离奇死亡，种种迹象表明是盛远天是親手將女兒勒死。但奇怪的是盛远天和夫人對女兒的死是痛不欲生，并不像假装。小宝死亡之后，盛远天开始筹建图书馆，不久之后他们夫妇出门旅行一年之久，等他们回来之后，也带回了几幅画，挂在刚刚竣工的图书馆里。之后，盛远天在花园一角里搭了一个小小的石屋，石屋只有一个小窗子，两根烟囱。他不许别人接近那石屋，之後盛遠天与他夫人一起杀了七只猴子，将血涂满屋子里面，他们还弄来了骷髅、乌鸦等等东西，并且空运来很多古怪的液体、树皮，都由苏安从窗子递给里面的盛远天夫妇。准备完全之后他们两人就把自己关在小石屋里，自焚了，而且因為石屋內溫度極高，盛遠天夫婦的屍骸完全燒成灰燼。

### 第一到一百號藏書
第二天，苏家兄弟在一間酒吧中找到大醉不醒的古托，只好叫原振侠去帮他解酒，最後蘇家兄弟與原振俠帶古托到远天集团顶楼蘇家兄弟的私人辦公室，原振侠在那裡见到了苏家的老二苏耀南。苏耀南对玄学有兴趣，提出盛远天夫妇的自焚，其实可能是在施一种巫术仪式，而且，他们为了使巫术成功，不惜牺牲自己的性命。古托醒来之后，苏家兄弟和原振侠给他讲述了盛远天的故事，原振侠经他同意，又给苏家兄弟讲述了古托腿上的怪事。众人决定得知事情真相的唯一途径，就是去小宝图书馆看那一到一百号藏书。
在图书馆里，他们发现那一至一百号藏书，其实是盛远天的日记，日記上註明只有古托，也就是盛遠天自己兒子才能看，眾人只有迴避。古托花了三天时间看完日记，他告诉在外面等候的苏家三兄弟，他就是盛远天的儿子。古托带着全部日记找到原振侠，让他看里面的内容。

### 盛遠天的故事
盛远天很小的时候，就被堂伯带到美国做工，成年之后他抛弃堂伯独自闯荡。二十七岁时他遇到一个兼作妓女的酒吧招待瑪麗，因为瑪麗是哑巴，所以被叫做“哑子玛丽”。因为他对玛丽很好，甚至为她跟其他的酒客打架，玛丽十分感激，將盛遠天帶到住處，并且用刀从胸口挖出一个小雕像交给他。之后玛丽便消失了。后来盛远天在巴拿马，一个探险家韦定咸博士正在寻找玛丽，意外地看到他挂在脖子上的小雕像。韦定咸想用五万美金收买雕像，被盛远天拒绝了，他只好向盛远天说出实情。原来，这个雕像是从海地来的，叫做“干干”，是权威最高的守护之神，它所守护的是一个巨大无比的宝藏。韦定咸与盛远天来到海地的深山里，到达黑风族部落的腹地，却反被族人俘虏。韦定咸用枪打死几人，被黑风族的大巫师用巫术杀死。盛远天本以为毫无生路，没想到被一个神秘的哑少女救了，少女带他住进一个不见天日的山洞里，每日来看他，带给他食水。几天之后，盛远天发现这个山洞是巫师行法的地方，他劝说少女开启了洞里的一面石门，发现无穷无尽的珍宝尽收其中。他在几天之间收罗了很多珍贵的宝石，然后偷偷逃走了。少女追上了他，被他用手枪打死，可是少女在临死前，对他也下了一个最怨毒的咒语，令他的腿上出现一个如同少女的槍傷一樣的深洞，流血不止。盛远天最后逃出了深山，他找到一个高深的巫师，被告知这是黑风族里最神秘的血咒，而且，不光是他自己每一年都会流血，他的后代子孙也在劫难逃，他会亲手杀死自己的女儿，而他的儿子到他的年纪也会有同样的血洞，并且一代一代如此继续下去。

### 禍延子孫的血咒
盛远天因为獲得自黑風族秘密寶庫盗来的珍宝，开始发家，同时他也不断研究巫术，后来他遇到一个印第安巫师的女儿，娶她为妻，带她到香港发展。不久女兒小宝出生，盛遠天他在女兒五歲時候，被巫术影响下，意外勒死自己女兒，给他相当大的打击。当他的妻子再次怀孕时，他决定与婴儿完全脱离关系，以求小儿逃过厄运。之后，甚至不惜牺牲自己和夫人的生命来对抗血咒，好让儿子有一个健康的生活。可惜这一切全无作用。

### 尋找破除血咒的方法
古托说服原振侠，两人一起到海地去找黑风族的大巫师。在山里，他们遇到了韦定咸的儿子，他来寻找父亲，却迷上了巫术，因此一呆就是二十多年。他向古托和原振侠讲述了他对巫术的见解，他认为『血咒』是死者臨死前的意念，以一種能源的方式纏繞在生者身上，至死不消。而巫术的原理，是大巫師运用宇宙间的某种能量，以能源方式附著在人的身上，即是所謂『巫術』，而这种运用能量的技术，不一定是地球人自己想出来的。因此寻找大巫师也不见得有用。他很想继续研究，但苦于没有经费。古托决定提供经费，筹办一座巫术研究所，来探索研究这种神秘的能量及其运用。虽然他腿上的洞仍然没有解决，但古托已经充满信心，要使巫术科学化。

## 角色发展
- 《血咒》里，很多在往後經常出现的人物首次登场。这一部里原振侠并没有艳遇，连女性角色出场的机会都很少，只有寥寥几个女秘书和图书管理员。但是在提到蘇氏盛遠集團的对手-東方集团總裁王一恒的时候，他却由此想起了在《迷路》中曾经被王一恒追求的黄绢。
- 《血咒》是《原振俠系列》第三部，故事最前面有一章，描述原振俠如何與小寶圖書館發生關係。雖然出版日期比較早，在系列故事中的時間軸卻比《原振俠系列》外傳的《寶狐》晚。依照故事中提示的時間順序，《血咒》應該排在系列第三部。《寶狐》則排在其後面作為系列第四部。

## 登場角色
- 原振俠 - 故事主角，年輕俊俏的醫生。故事中的導遊。
- 古托 - 巴拿馬人，是一个有着東方人相貌的混血兒。看起来大约三十歲左右，有著俊俏的脸型，和略嫌高而钩的鼻子。長久以來被身上的血咒困擾。意外发现自己是富豪盛远天的继承人。
- 蘇耀東 - 蘇耀西的哥哥。苏耀东相貌和苏耀西十分相似，年纪比他大。苏耀东虽然在盛远集团做事，但他的兴趣是研究海洋生物，而且是海洋生物学博士。
- 苏耀西 - 也是大约三十岁左右年纪。三兄弟中的老二。蘇氏集團的總裁。小寶圖書館的館長。
- 苏耀南 - 最后出场，穿着打扮都极时髦，体格魁伟的年轻人。蘇氏三兄弟的生活虽然富畴有余，但他们办事尽职尽责，完全为盛远天着想，丝毫没有为自己谋私的意思。
- 盛遠天 - 遠天集團總裁。被血咒纏身的悲劇人物。最後甚至因此自殺。多年前曾是韋定咸的腳伕。跟他一起追尋黑風族的寶藏黃金。
- 瑪莉 - 混跡南美洲的酒吧的吧女。將神像『干干』送給盛遠天，本身是啞巴的她，事實上是前任黑風族大巫師的女兒。
- 韋定咸 - 白人學者，盛遠天的雇主，覬覦黑風族寶藏，以為有了神像『干干』，就可以號令黑風族土人，結果慘死在巫術下。
- 大巫師 - 因為韋定咸闖入黑風族領地，意圖用神像號令土人，還用槍殺了五個土人。被捕後，大巫師利用土人的怨念，用巫術力量殺了韋定咸。
- 黑女郎 - 盛遠天身上血咒的下咒者。黑風族大巫師的女兒，違背族人訓示救了盛遠天，反被盛遠天恩將仇報，臨死前下了血咒。

## 電影
本故事亦曾經被改編成電影 。
- 原振俠與衛斯理(The Seventh Curse)

1986年的香港電影*導演: 藍乃才
- 演員表
  - 周潤發 飾演 衛斯理
  - 胡慧中 飾演 白素
  - 錢小豪 飾演 原振俠
  - 張曼玉  飾演 高彩虹
- 重溫
  - 電影預告 （页面存档备份，存于）
  - 動作場面 （页面存档备份，存于）
  - 結尾決鬥 （页面存档备份，存于）

## 廣播劇
- 大陸廣州電台於2008年起以粵語首播原振俠科幻傳奇廣播劇，由主播講出《血咒》故事。
  - 主播:安神，少爺明
  - 合共34集